# Андреев, Евгений Александрович
Евгений Александрович Андреев (род. 6 января 1995 года) — российский волейболист, либеро клуба «Факел». Мастер спорта.

## Биография
Родился в селе Исетское Тюменской области. Волейболом впервые заинтересовался, когда отец привёл его в пятилетнем возрасте на тренировку. В школе Евгений пробовал себя в разных видах спорта, таких как футбол, лёгкая атлетика, и даже увлекался танцами. Из всех этих увлечений Андреева вытягивал его первый тренер Владимир Жуков, каждый раз убеждая вновь вернуться на волейбольную площадку. Сейчас для Андреева волейбол - это работа, карьера и смысл жизни. 14 августа 2014 г. на Дне рождения товарища по команде и друга, Павла Ямщикова, Евгений познакомился с его сестрой и своей будущей женой - Полиной. 14 августа 2020 года Евгений и Полина сыграли свадьбу.
В Суперлиге Андреев дебютировал в сезоне 2013/14 в составе родной «Тюмени», а затем играл за сургутскую «Газпром-Югру» (2015 - 2019) и «Зенит» (Санкт-Петербург) (2019 - 2021). Летом 2021 года стал игроком клуба «Факел».
В составе национальной сборной России он сыграл 11 матчей – на чемпионате Европы-2019 и на Кубке мира-2019.

## Достижения
- Двукратный Чемпион Европы среди молодёжных команд (2014, 2013)
- Серебряный призёр Кубка ЕКВ (2016, 2021)
- Двукратный чемпион Мира среди молодёжных команд (2013; 2015)
- Серебряный призёр Кубка России (2019, 2020)
- Серебряный призёр Чемпионата России (2020/2021)

```
отличается высокой скоростью и самоотверженностью, очень быстро передвигается по площадке, хорошо читает игру, способен достать в защите любой, даже самый "мёртвый", мяч
```